# Pablo Hernández Rivera

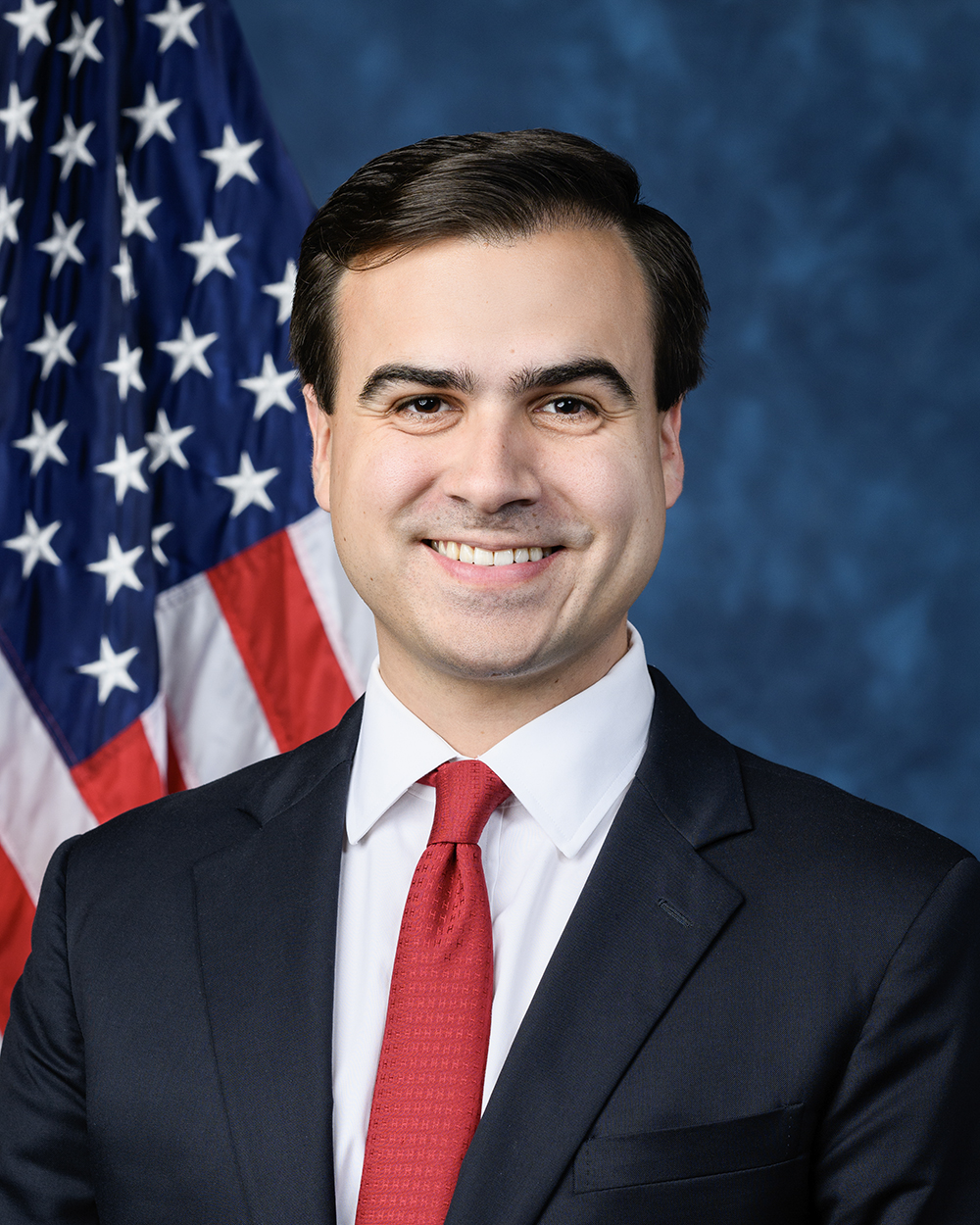
Pablo Hernández Rivera (2025)

Pablo José Hernández Rivera (* 11. Mai 1991 in San Juan, Puerto Rico) ist ein puerto-ricanischer Rechtsanwalt, Schriftsteller und Politiker der Partido Popular Democrático. Er ist der Enkel des ehemaligen Gouverneurs und ehemaligen PPD-Präsidenten Rafael Hernández Colón. Er wurde bei der Wahl im November 2024 zum Resident Commissioner gewählt, dem nicht stimmberechtigten Delegierten Puerto Ricos im Repräsentantenhaus der Vereinigten Staaten.

## Leben
Hernandez wurde am 11. Mai 1991 in San Juan als Sohn der Anwälte Patricia Rivera und José Alfredo Hernández Mayoral, dem Sohn des ehemaligen Gouverneurs Rafael Hernández Colón, geboren. 2009 absolvierte er eine höhere Schule in Miramar, San Juan.
Im Jahr 2013 schloss Hernández Rivera ein Studium an der Harvard University mit dem Bachelor ab und 2017 erwarb er einen juristischen Abschluss an der Law School der Stanford University und erlangte die Zulassung als Anwalt. 2017 begann Hernández Rivera beim Bundesgericht in Puerto Rico zu arbeiten. Darüber hinaus ist er seit dem gleichen Jahr als Anwalt in Washington, D.C. tätig. 2020 heiratete er.
Hernández Rivera ist der Autor von Compatriotas: Exilio y retorno de Luis Muñoz Marín und Mitautor von A toda vela: Memorias de Rafael Hernández Colón (1985–1992). Außerdem bloggte er für die Zeitung El Nuevo Dia.

## Politik
Hernández Rivera schloss sich dem Partido Popular Democrático als Jugendlicher an und war bei den Wahlen 2012 und 2016 für die Partei tätig. Er arbeitete im Büro des Gouverneurs Alejandro García Padilla.
Am 4. Mai 2023 kündigte er an, für den Partido Popular Democrático bei den Parlamentswahlen 2024 als Resident Commissioner zu kandidieren. Seine Partei stellte ihn ohne Vorwahl auf. Die allgemeine Wahl gewann er mit 45,5 % der Stimmen gegen William Villafañe Ramos vom Partido Nuevo Progresista und drei weitere Kandidaten. Seine Amtszeit beginnt am 3. Januar 2025 und dauert vier Jahre.